# Incidente di Kramators'k
L’incidente di Kramators'k è stato un incidente radiologico occorso tra il 1980 e il 1989 in un edificio residenziale della città di Kramators'k, in Unione Sovietica (oggi in Ucraina), durante il quale una sorgente radioattiva rimasta murata in una parete ha causato una prolungata contaminazione di alcuni inquilini del condominio.

## Eventi
Verso la fine degli anni '70, in una cava di Karans'k, nell'oblast' di Donec'k, venne smarrita una fiala radioattiva di tipo IGI-C-4 (di dimensioni 8 x 4 mm) contenente cesio-137. La capsula faceva parte di un apparecchio utilizzato nella cava, e non fu mai ritrovata.
Il materiale estratto dalla cava veniva utilizzato per la costruzione di edifici, e la capsula radioattiva finì murata in una parete di cemento dell'appartamento 85 nell'edificio 7 situato sulla via Hvardijciv Kantemyrivciv (oggi via Mariï Pryjmačenko) a Kramators'k.
L'edificio fu costruito nel 1980 e per i successivi nove anni due famiglie vissero nell'appartamento 85. Dopo appena un anno, una ragazza di 18 anni che viveva lì morì improvvisamente, seguita nel 1982 dal fratello sedicenne e poi dalla loro madre. Tutti e tre morirono di leucemia, ma i medici non riuscirono a spiegare la causa della malattia e la attribuirono ad una predisposizione genetica.
In seguito una nuova famiglia si trasferì nell'appartamento. Un bambino, il cui letto era stato posizionato proprio contro il muro in cui si trovava la capsula, morì di leucemia nel 1987. Il padre chiese al Servizio sanitario ed epidemiologico di controllare i valori di radiazione, che si scoprirono essere pericolosamente alti sia nell'appartamento in questione che in quelli circostanti, che vennero tutti evacuati.
Nel 1989 la sorgente radioattiva venne infine localizzata all'interno del muro che separava gli appartamenti 85 e 52. Un'intera sezione del muro venne tagliata ed inviata all'Istituto di ricerca nucleare dell'Accademia nazionale delle scienze dell'Ucraina, dove la capsula venne estratta, identificata grazie al numero di identificazione e smaltita in maniera sicura. Dopo la rimozione dell'oggetto il livello di radioattività negli appartamenti coinvolti tornò ai valori normali.

## Effetti
La capsula di cesio-137 aveva un'attività di 52 GBq. Nei 9 anni in cui la capsula rimase nel muro dell'edificio 4 persone morirono di leucemia e altre 17 ricevettero dosi prolungate di radiazioni.